# Gerson Almada
Gerson de Mello Almada (São Paulo, 15 de julho de 1950) é um engenheiro industrial químico, foi vice-presidente da empreiteira Engevix. Almada se afastou da empresa quando foi descoberto a participação da Engevix no esquema de desvios de recursos da Petrobras, investigado pela Operação Lava Jato.

## Prisão
Gerson Almada foi preso em 14 novembro de 2014, na sétima fase da Operação Lava Jato, batizada de "Juízo Final".

## Habeas Corpus
Em 15 de novembro de 2015 a Justiça Federal do Rio Grande do Sul negou liminarmente um pedido de habeas corpus. Em 20 de novembro de 2015 o desembargador federal Newton Trisotto do Superior Tribunal de Justiça TRF4, negou segundo pedido, citando "Nos últimos 20 anos, nenhum fato relacionado à corrupção e à improbidade administrativa, nem mesmo o famigerado ‘mensalão’, causou tamanha indignação, tamanha repercussão danosa e prejudicial ao meio social, quanto estes sob investigação na operação Lava Jato, investigação que a cada dia revela novos escândalos." Em 25 de fevereiro de 2015 um terceiro pedido foi negado pelo Superior Tribunal de Justiça. No despacho, o desembargador federal João Pedro Gebran Neto frisou a “necessidade do encarceramento, sobretudo porque o paciente exercia função importante dentre os investigados representantes das empreiteiras”.
Em 28 de abril de 2015, Gerson Almada foi solto após quase seis meses preso, por decisão da segunda turma do Supremo Tribunal Federal, com votos favoráveis dos ministros Teori Zavascki, Dias Toffoli e Gilmar Mendes, e votos contrários de Cármen Lúcia e Celso de Mello.
Almada foi solto junto com Ricardo Pessoa (UTC Engenharia), José Aldemário Pinheiro Filho, Mateus Coutinho de Sá Oliveira, Agenor Franklin Magalhães Medeiros e José Ricardo Nogueira Breghirolli (OAS), Sérgio Cunha Mendes (Mendes Junior), Erton Medeiros Fonseca (Galvão Engenharia) e João Ricardo Auler (Camargo Corrêa).

## Colaboração Premiada
Almada decidiu colaborar com a justiça em troca de redução de pena. Afirmou que estatal era utilizada por diretores para arrecadar dinheiro para distribuição de propina e engordar caixas de partidos. Em 22 de janeiro de 2015 na defesa em que apresentou à Justiça Federal do Paraná, Almada afirmou que foi "extorquido" pelo ex-diretor da Petrobras Paulo Roberto Costa e diz que só pagou propina em contratos com a estatal porque o então dirigente "exigia" o desembolso dos recursos e "ameaçava" os empresários. Para Almada, a Petrobras não pode ser considerada vítima do esquema criminoso, e sim uma engrenagem do petrolão, já que teria sido utilizada como forma de arrecadar dinheiro para a distribuição de propina e para caixas de partidos políticos.

## Prisão e Condenação
Gerson Almada foi condenado em 14 de dezembro de 2015 pela Justiça Federal de primeira instância no Paraná a 19 anos de reclusão pelos crimes de organização criminosa, corrupção ativa e lavagem de dinheiro. Na sentença, o Juiz Federal Sérgio Moro recusou a tese de extorsão citando "Não só houve pagamentos milionários pela Engevix após abril de 2012, mas foram inclusive celebrados depois desta data dois dos contratos de consultoria simulados utilizados para repasse de propinas (em 27/03/2013 e 07/01/2014). Inviável, no contexto, o reconhecimento de que a Engevix teria sido vítima de extorsão". A mesma sentença condenou o doleiro Alberto Youssef e o ex-diretor da Abastecimento da Petrobras Paulo Roberto Costa, beneficiados por acordo de colaboração premiada, e inocentou, por falta de provas, três outros executivos da Engevix. Posteriormente, o Tribunal Federal da 4ª Região (TRF-4) elevou a pena de Almada para 34 anos e 20 dias de reclusão.
Em 11 de novembro de 2019, Almada deixou a prisão, Complexo Médico-Penal de Pinhais, com base em novo entendimento do STF sobre prisão em segunda instância.

## Convocações em CPIs

### CPI da Petrobras
Em 21 de maio de 2015, Gerson Almada foi convocado para CPI da Petrobras, mas por orientações de seu advogado se manteve em silêncio.

### CPI dos Fundos de Pensão
Em 3 de setembro de 2015, a CPI dos Fundos de Pensão aprovou a convocação de Gerson Almada, José Dirceu e dos irmãos Milton Pascowitch e José Adolfo Pascowitch.